# Amsterdamse Tijd

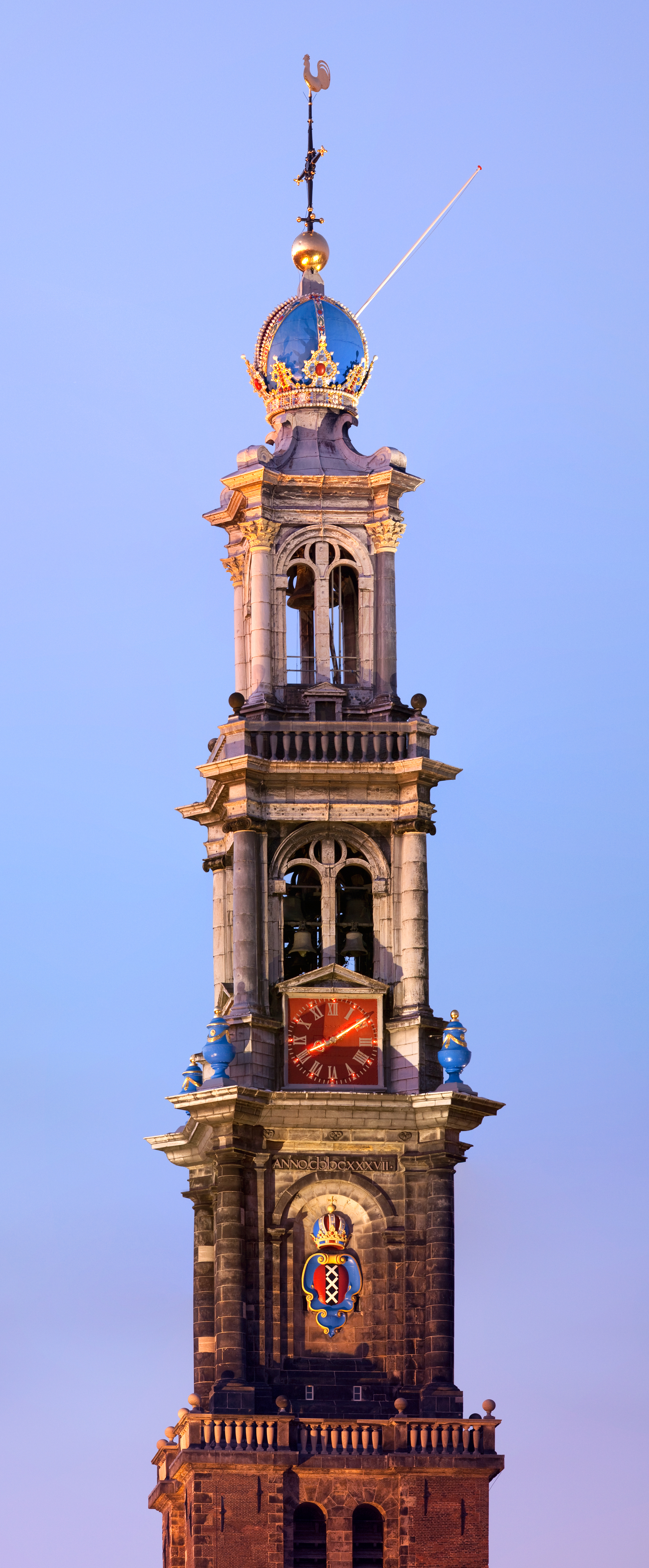
De Westertoren met klok waarop de Amsterdamse tijd was gebaseerd

Amsterdamse Tijd, ook wel Nederlandse Tijd, is de tijdzone van Nederland van 1 mei 1909 tot 16 mei 1940. Deze tijd liep (ongeveer) 20 minuten voor op UTC en (ongeveer) 40 minuten achter op de huidige tijd, tijdens zomertijd 1 uur en 40 minuten.       

## Geschiedenis
Van oudsher verschilde de tijd in Nederland van plaats tot plaats. In elke plaats werden de klokken ingesteld op de plaatselijke middelbare zonnetijd. Omdat de zon in het oosten opkomt, was de tijd in het oosten later dan in het westen van het land. Rond 1900 waren sommige plaatsen zich al gaan conformeren aan de tijden die in andere, grotere plaatsen werden gebruikt, vooral door de opkomst van de spoorwegen en snelle communicatiemiddelen als de telegraaf, waardoor eenduidige tijdsbepaling belangrijker werd. Het werd er niet meteen eenvoudiger op, omdat niet naburige plaatsen hierin verschillende keuzen maakten.
Vrijwel heel Europa ging na de conventie van 1881 over op het systeem van 24 tijdzones op de aardbol. Nederland lag geografische in het gebied van de West-Europese tijd, net als België, Luxemburg, Frankrijk en Spanje. Nederland ging hier echter als een van de weinige landen in Europa niet in mee. In 1909 kreeg Nederland een nationale tijd, die gelijk was aan de middelbare tijd van de hoofdstad Amsterdam, om precies te zijn die van de Westertoren (4°53'01,95" O.L.). Deze tijd was GMT +0h 19m 32,13s, dus Nederland liep ruim 19½ minuut voor op Greenwich Mean Time (GMT), de tijd van Londen, die langzamerhand de internationale referentie werd. Ten opzichte van Duitsland liep deze tijd ruim 40 minuten achter. Daar gebruikte men de Midden-Europese Tijd (GMT+1). 
De tijd was de zonnetijd van Amsterdam waarbij de vroegste zonsopkomst in de zomer kort voor 3.45 uur plaats vond en de laatste zonsopkomst in de winter kort voor 8.15 uur. De laatste zonsondergang in de zomer vond plaats kort na 20.15 uur en de vroegste zonsondergang in de winter kort na 15.45 uur. Tijdens de zomertijd van 1916-1939 was de vroegste zonsopkomst en laatste zonsondergang een uur later, kort voor 4.45 uur en kort na 21.15 uur. Tijdens de zomertijd liep de Amsterdamse Tijd 1 uur en 20 minuten voor op de WET en 20 minuten voor op de MET, behalve van 1916-1919 toen in Duitsland zomertijd werd gehanteerd. 
Vanaf 1 juli 1937 werd de Nederlandse Tijd iets aangepast. Om het omrekenen naar de tijden van de buurlanden te vereenvoudigen, werd de tijd op GMT +0h 20m gesteld. Ook voordien was de Amsterdamse Tijd al wel 'afgerond' op deze waarde. Voortaan gold: om 12 uur 's middags in Nederland was het 12.40 uur in Berlijn (en de rest van Duitsland) en 11.40 uur in Londen (en de rest van Groot-Brittannië).
Naast de bestaande benamingen kwamen enkele nieuwe, officieuze benamingen op, naar drie plaatsen waar de Meridiaan van 5° O.L. vlak langs of doorheen liep:
- Loenense tijd, naar Loenen aan de Vecht (provincie Utrecht, 5° 1′ O.L.)
- Woudrichemse tijd, naar Woudrichem (Noord-Brabant, 5° 0′ O.L.)
- Gorinchemse tijd genoemd, naar Gorinchem (Zuid-Holland, 4° 58′ O.L.)

In deze plaatsen was de plaatselijke middelbare tijd (op hooguit enkele seconden na) gelijk aan de nationale tijd.
Tijdens de bezetting gedurende de Tweede Wereldoorlog voerden de Duitsers op 16 mei 1940 de Duitse Tijd door in Nederland. Deze komt overeen met de Midden-Europese Tijd, UTC+1. Daarnaast werd op die dag de zomertijd van kracht, waardoor alle klokken dus in één keer een uur en veertig minuten vooruit dienden te worden gezet. die in de winters van 1940-1941 tot en met 1942-1943 gehandhaafd bleef. Na de capitulatie van de Duitsers in 1945 werd de klok niet teruggezet naar de Amsterdamse Tijd en bleef de Midden-Europese Tijd (MET) gehandhaafd.